# Johann Eekhoff
Johann Eekhoff (Moormerland, 25 de julio de 1941 – 3 de marzo de 2013) fue un economista alemán y secretario de Estado del Ministerio Federal de Economía y Tecnología. Ocupó una cátedra para política económica en la Universidad de Colonia hasta 2009. 

## Biografía
Eekhoff estudió economía en la Universidad del Sarre, Universidad de Filadelfia y Universidad del Ruhr de Bochum. Obtuvo su Doctorado en Filosofía de la Universidad Ruhr Bochum en 1971, y su Habilitación de la Universidad de Saarland en 1979. Entre 1991 y 1993 se desempeñó como secretario de Estado bajo los Ministros Federales Jürgen Möllemann y Günter Rexrodt.